# 四甲基吡嗪
四甲基吡嗪（英語：tetramethylpyrazine），又称为川芎嗪（ligustrazine），是一种发现于纳豆和发酵可可豆的化学物质。纯化后为无色固体，属于烷基吡嗪。一项研究表明，四甲基吡嗪是酸酵头中主要挥发性有机物。四甲基吡嗪的生物合成涉及源自丙酮酸的3-羟基丁酮的胺化过程。在小鼠研究中，四甲基吡嗪展示出益智药特性和消炎活性。 
川芎嗪名字来自北京制药工业研究所1972-1977年期间在川穹提取的生物碱中分离得到。